# Disintegrate
Disintegrate je treći i konačni studijski album norveškog metal sastava Zyklon. Album je 15. svibnja 2006. godine objavila diskografska kuća Candlelight Records. Ovo je ujedno i najdulji album grupe, trajući 45 minuta i 6 sekundi. 

## Popis pjesama
Tekstovi: Bård Eithun, glazba: Zyklon.
| 1.    | »In Hindsight«           | 4:35 |
| 2.    | »Disintegrate«           | 4:02 |
| 3.    | »Ways of the World«      | 5:14 |
| 4.    | »Subversive Faith«       | 5:09 |
| 5.    | »A Cold Grave«           | 4:40 |
| 6.    | »Vile Ritual«            | 3:12 |
| 7.    | »Underdog«               | 3:50 |
| 8.    | »Wrenched«               | 5:15 |
| 9.    | »Vulture«                | 3:13 |
| 10.   | »Skinned and Endangered« | 5:56 |
| 45:06 |                          |      |

## Zasluge
Zyklon
- Samoth – gitara
- Destructhor – gitara
- Trym Torson – bubnjevi
- Secthdamon – bas-gitara, vokali

Ostalo osoblje
- Stephen O'Malley – naslovnica
- Dave Preissel – fotografija
- Bård Eithun – tekstovi
- Thorbjørn Akkerhaugen – inženjer zvuka
- Peter In de Betou – mastering
- Izholo – dodatni dizajn zvuka (na pjesmi 10)